# Геловани, Георгий Михайлович
Георгий Михайлович Геловани (1923, Батуми — 2021, Лондон) — советский и российский оперный режиссёр, режиссёр Большого театра (1986—2005), либреттист и педагог. Один из основателей и первый режиссёр Молдавского оперного театра в Кишинёве. С 1960 по 1983 год — главный режиссёр оперных театров Кишинёва, Самары, Ташкента и Воронежа; осуществлял постановки в театрах Баку, Душанбе, Кутаиси, Челябинске, Улан-Удэ и других городов. Народный артист СССР (1950), Заслуженный деятель искусств России, награждён орденом «Знак Почёта» (1960), орденом Дружбы (2004).